# Mark B
O Mark B foi um tanque médio do Reino Unido que substítuiu o tanque médio Whippet Mk A mas não obteve resultados satisfatórios durante a Primeira Guerra Mundial tendo a sua produção cancelada até o final da guerra.

## Referência
- «Especificações do Mark B» (em inglês). wwiivehicles.com. Consultado em 27 de junho de 2014
- Informações da Wikipédia anglófona - Medium Mark B